# Joso Bridge
Die Joso Bridge (auch Joso High Bridge oder Joso Viaduct) ist eine eingleisige Eisenbahnbrücke über den Snake River im US-Bundesstaat Washington. Der Gerüstpfeilerviadukt aus dem Jahr 1912 ist Teil einer Bahnlinie der Union Pacific Railroad von Wallula nach Spokane.
Die Brücke besteht aus 27 Stahlgittermasten, von denen vier im Snake River stehen, und 55 Brückenelementen. Die fünf längsten Elemente über dem Fluss sind Untergurt-Fachwerkträger (Warren truss), die übrigen 50 dagegen Vollwandträger mit oben liegenden Gleisen. Das hellgraue Bauwerk ist 1195 Meter lang und erstreckt sich gegenwärtig, seit Aufstauung des Flusses durch das Kraftwerk Lower Monumental, bis zu 59 Metern über dem Wasser. Vom höchsten Punkt bis zum Pfeilerfundament im Flussgrund ist die Joso Bridge knapp 80 Meter hoch.
Unter der Oregon–Washington Railroad and Navigation Company, seit 1910 eine Tochtergesellschaft der Union Pacific, begann der Bau der Brücke 1911. Fertiggestellt wurde sie im Jahr 1912, die Strecke selbst wurde 1914 in Betrieb genommen. Ihren Namen erhielt die Joso Bridge von einem nahen Abstellgleis (Joso Siding, abgeleitet von einem ansässigen Schafsfarmer namens Leon Jussaud). Die Strecke zweigt bei Ayers Junction von nach Riparia führenden Bahnlinie entlang des Snake Rivers ab, steigt mit 0,6 % empor und biegt nach Nordosten auf die Joso Bridge, deren Anfang noch der Kurve folgt. Zuerst führt die Brücke, welche ebenfalls eine Steigung von 0,6 % aufweist, über die Riparia-Zweigstrecke, dann über den Snake River, dessen rechte Uferebene und die Washington State Route 261. Nach der Brücke folgt die Trasse dem Palouse-River-Canyon hinauf zum Washtucna Coulee.
Der südliche Teil der Brücke liegt im Walla Walla County, der nördliche im Franklin County, dazwischen berührt sie die nordwestlichste Ecke des Columbia County. Etwas oberhalb der Joso Bridge befindet sich die historische Snake River Bridge.